# Kim Dae-won
Daewon Kim (sinh ngày 24 tháng 4 năm 1997) là một tiền vệ bóng đá Hàn Quốc hiện tại thi đấu cho FK Pardubice.
==Sự nghiệp